# Leonor de Cisneros
Leonor de Cisneros, född 1536 i Valladolid, död där 26 september 1568, var en spansk protestant. Hon avrättades för kätteri av spanska inkvisitionen och betraktas som martyr. 
Hon tillhörde adeln. Hon och hennes make övergick i hemlighet till protestantismen. Hela den hemliga protestantiska församlingen greps av inkvisitionen och åtalades för kätteri. Majoriteten av församlingen, däribland Leonor, ångrade sin konvertering och återgick till katolicismen. De dömdes därför till fängelsestraff. Hennes make avrättades 1559 tillsammans med den minoritet övriga ur församlingen som vägrat ångra sig. En autodafé ägde rum 1559, där de gripna som ångrat sig närvarade för att be om förlåtelse, och de dömda brändes på bål. Leonor förbannades då av sin make innan han avrättades. I fängelset återgick Leonor till protestantismen och ägnade sig åt att övertyga sina medfångar att återvända till protestantismen. Hon blev då en återfallsförbrytare i kätteri, vilket innebar automatiskt dödsstraff. Hon avrättades genom att brännas levande på bål, utan föregående strypning. 